# Pudencjanna
Pudencjanna, Pudencjana — imię żeńskie pochodzenia łacińskiego, oznaczające „wyzwolona i adoptowana przez Pudencjusza”; Pudencjusz zaś to wtórny przydomek pochodzący od innego przydomka, Pudens, używanego w rodzie Klaudiuszów, a oznaczającego „skromny, obyczajny”. Patronką imienia w Kościele katolickim jest św. Pudencjana (nazywana zamiennie Potencjaną).
Pudencjanna, Pudencjana imieniny obchodzi 19 maja.